# Politietoren Assen
De Politietoren Assen, ook bekend als de Pettenflat, is het kantoorgebouw van "Politiebureau Balkengracht" in de Nederlandse stad Assen. Het gebouw is opgeleverd op 1 februari 2008 na een bouwtijd van 23 maanden. Met een hoogte van 60 meter en veertien verdiepingen biedt het gebouw plaats aan 400 agenten.  